# Arkadiusz Reca
Arkadiusz Reca (Chojnice, 17 giugno 1995) è un calciatore polacco, difensore o centrocampista del Legia Varsavia.

## Caratteristiche tecniche
Reca è un terzino sinistro che può giocare occasionalmente anche in posizione più avanzata. È dotato di un buon dribbling e di un'ottima progressione palla al piede, che gli permettono di andare sul fondo con facilità e di crossare in mezzo per i compagni.

## Carriera

### Club

#### In Polonia
Reca è cresciuto nelle giovanili del Chojniczanka Chojnice, squadra della sua città. Dopo due annate interlocutorie con club delle divisioni inferiori come il Koral Debnica e il Flota Swinoujscie, nel 2015, Reca si trasferisce al Wisła Płock, squadra con cui conquista la promozione nella massima serie polacca e con cui segnerà 7 reti in 65 presenze in Ekstraklasa.

#### Atalanta
Il 9 giugno 2018 viene acquistato a titolo definitivo dall'Atalanta, formazione di Serie A. Con i bergamaschi il 16 agosto 2018 fa il suo esordio assoluto nelle competizioni UEFA per club, disputando da titolare la partita di ritorno del terzo turno preliminare di Europa League vinta per 2-0 in casa contro gli israeliani dell'Hapoel Haifa; si tratta contestualmente anche della sua prima presenza in partite ufficiali con i nerazzurri. Fa il suo esordio in massima serie il 20 gennaio 2019, subentrando nel secondo tempo della partita vinta per 5-0 sul campo del Frosinone.

#### Prestiti alla SPAL, al Crotone, e allo Spezia
Il 28 agosto 2019, si trasferisce alla SPAL a titolo temporaneo. Il 15 settembre esordisce con gli estensi nella partita di campionato vinta sulla Lazio per 2-1.
Terminato il prestito a Ferrara, il 25 settembre 2020 viene ceduto nuovamente in prestito, questa volta al neopromosso Crotone. Segna la sua prima rete con la maglia del Crotone e in massima serie il 12 dicembre 2020, contro lo Spezia, siglando il provvisorio 2-1 (4-1 per i calabresi il risultato finale).
Terminato il prestito al Crotone, viene ceduto in prestito con obbligo di riscatto allo Spezia. L'8 novembre 2022 sigla il suo primo gol con gli aquilotti, nella gara di campionato pareggiata 1-1 contro l'Udinese.
Il 18 luglio 2025, rimasto svincolato, viene tesserato con un triennale dal Legia Varsavia.

### Nazionale
Reca conta una presenza nell'Under-20 polacca. Nel 2016, invece, viene convocato dal C.T. Marcin Dorna e riesce a esordisce anche con la maglia dell'Under-21 giocando, il 6 settembre contro l'Ungheria.
Il 6 settembre 2018, esordisce in nazionale maggiore, giocando da titolare nella partita di Nations League pareggiata per 1-1 in trasferta contro l'Italia.
Nell'ottobre del 2022, viene inserito dal CT Czesław Michniewicz nella lista dei pre-convocati per i Mondiali di calcio in Qatar.

## Statistiche

### Presenze e reti nei club
Statistiche aggiornate all'1 giugno 2025.
| Stagione           | Squadra               | Campionato         | Campionato | Campionato | Coppe nazionali | Coppe nazionali | Coppe nazionali | Coppe continentali | Coppe continentali | Coppe continentali | Altre coppe | Altre coppe | Altre coppe | Totale | Totale |
| Stagione           | Squadra               | Comp               | Pres       | Reti       | Comp            | Pres            | Reti            | Comp               | Pres               | Reti               | Comp        | Pres        | Reti        | Pres   | Reti   |
| ------------------ | --------------------- | ------------------ | ---------- | ---------- | --------------- | --------------- | --------------- | ------------------ | ------------------ | ------------------ | ----------- | ----------- | ----------- | ------ | ------ |
| 2012-2013          | Chojniczanka Chojnice | 2L                 | 1          | 0          | CP              | 0               | 0               | -                  | -                  | -                  | -           | -           | -           | 1      | 0      |
| 2013-2014          | Koral Dębnica         | 3L                 | 26         | 5          | -               | -               | -               | -                  | -                  | -                  | -           | -           | -           | 26     | 5      |
| 2014-2015          | Flota Świnoujście     | 1L                 | 28         | 3          | CP              | 0               | 0               | -                  | -                  | -                  | -           | -           | -           | 28     | 3      |
| 2015-2016          | Wisła Płock           | 1L                 | 28         | 12         | CP              | 1               | 0               | -                  | -                  | -                  | -           | -           | -           | 29     | 12     |
| 2016-2017          | Wisła Płock           | EK                 | 32         | 4          | CP              | 0               | 0               | -                  | -                  | -                  | -           | -           | -           | 32     | 4      |
| 2017-2018          | Wisła Płock           | EK                 | 33         | 3          | CP              | 0               | 0               | -                  | -                  | -                  | -           | -           | -           | 33     | 3      |
| Totale Wisła Płock | Totale Wisła Płock    | Totale Wisła Płock | 93         | 19         |                 | 1               | 0               |                    | -                  | -                  |             | -           | -           | 94     | 19     |
| 2018-2019          | Atalanta              | A                  | 3          | 0          | CI              | 1               | 0               | UEL                | 1                  | 0                  | -           | -           | -           | 5      | 0      |
| 2019-2020          | SPAL                  | A                  | 25         | 0          | CI              | 1               | 0               | -                  | -                  | -                  | -           | -           | -           | 26     | 0      |
| 2020-2021          | Crotone               | A                  | 30         | 2          | CI              | 1               | 0               | -                  | -                  | -                  | -           | -           | -           | 31     | 2      |
| 2021-2022          | Spezia                | A                  | 25         | 0          | CI              | 1               | 0               | -                  | -                  | -                  | -           | -           | -           | 26     | 0      |
| 2022-2023          | Spezia                | A                  | 30+1       | 1          | CI              | 1               | 0               | -                  | -                  | -                  | -           | -           | -           | 32     | 1      |
| 2023-2024          | Spezia                | B                  | 14         | 4          | CI              | 1               | 0               | -                  | -                  | -                  | -           | -           | -           | 15     | 4      |
| 2024-2025          | Spezia                | B                  | 25+3       | 0          | CI              | 0               | 0               | -                  | -                  | -                  | -           | -           | -           | 28     | 0      |
| Totale Spezia      | Totale Spezia         | Totale Spezia      | 94+4       | 5          |                 | 3               | 0               |                    | -                  | -                  |             | -           | -           | 101    | 5      |
| Totale carriera    | Totale carriera       | Totale carriera    | 295        | 34         |                 | 7               | 0               |                    | 1                  | 0                  |             | -           | -           | 307    | 34     |

### Cronologia presenze e reti in nazionale
| Cronologia completa delle presenze e delle reti in nazionale ― Polonia | Cronologia completa delle presenze e delle reti in nazionale ― Polonia | Cronologia completa delle presenze e delle reti in nazionale ― Polonia | Cronologia completa delle presenze e delle reti in nazionale ― Polonia | Cronologia completa delle presenze e delle reti in nazionale ― Polonia | Cronologia completa delle presenze e delle reti in nazionale ― Polonia | Cronologia completa delle presenze e delle reti in nazionale ― Polonia | Cronologia completa delle presenze e delle reti in nazionale ― Polonia |
| Data                                                                   | Città                                                                  | In casa                                                                | Risultato                                                              | Ospiti                                                                 | Competizione                                                           | Reti                                                                   | Note                                                                   |
| ---------------------------------------------------------------------- | ---------------------------------------------------------------------- | ---------------------------------------------------------------------- | ---------------------------------------------------------------------- | ---------------------------------------------------------------------- | ---------------------------------------------------------------------- | ---------------------------------------------------------------------- | ---------------------------------------------------------------------- |
| 6-9-2018                                                               | Bologna                                                                | Italia                                                                 | 1 – 1                                                                  | Polonia                                                                | UEFA Nations League 2018-2019 - 1º turno                               | -                                                                      |                                                                        |
| 11-9-2018                                                              | Breslavia                                                              | Polonia                                                                | 1 – 1                                                                  | Irlanda                                                                | Amichevole                                                             | -                                                                      | 72’                                                                    |
| 14-10-2018                                                             | Chorzów                                                                | Polonia                                                                | 0 – 1                                                                  | Italia                                                                 | UEFA Nations League 2018-2019 - 1º turno                               | -                                                                      | 87’                                                                    |
| 24-3-2019                                                              | Varsavia                                                               | Polonia                                                                | 2 – 0                                                                  | Lettonia                                                               | Qual. Euro 2020                                                        | -                                                                      |                                                                        |
| 10-10-2019                                                             | Riga                                                                   | Lettonia                                                               | 0 – 3                                                                  | Polonia                                                                | Qual. Euro 2020                                                        | -                                                                      | 80’                                                                    |
| 13-10-2019                                                             | Varsavia                                                               | Polonia                                                                | 2 – 0                                                                  | Macedonia del Nord                                                     | Qual. Euro 2020                                                        | -                                                                      | 66’                                                                    |
| 16-11-2019                                                             | Gerusalemme                                                            | Israele                                                                | 1 – 2                                                                  | Polonia                                                                | Qual. Euro 2020                                                        | -                                                                      |                                                                        |
| 19-11-2019                                                             | Varsavia                                                               | Polonia                                                                | 3 – 2                                                                  | Slovenia                                                               | Qual. Euro 2020                                                        | -                                                                      | 33’                                                                    |
| 14-10-2020                                                             | Breslavia                                                              | Polonia                                                                | 3 – 0                                                                  | Bosnia ed Erzegovina                                                   | UEFA Nations League 2020-2021 - 1º turno                               | -                                                                      |                                                                        |
| 11-11-2020                                                             | Chorzów                                                                | Polonia                                                                | 2 – 0                                                                  | Ucraina                                                                | Amichevole                                                             | -                                                                      | 79’                                                                    |
| 15-11-2020                                                             | Reggio Emilia                                                          | Italia                                                                 | 2 – 0                                                                  | Polonia                                                                | UEFA Nations League 2020-2021 - 1º turno                               | -                                                                      |                                                                        |
| 18-11-2020                                                             | Chorzów                                                                | Polonia                                                                | 1 – 2                                                                  | Paesi Bassi                                                            | UEFA Nations League 2020-2021 - 1º turno                               | -                                                                      | 81’                                                                    |
| 25-3-2021                                                              | Budapest                                                               | Ungheria                                                               | 3 – 3                                                                  | Polonia                                                                | Qual. Mondiali 2022                                                    | -                                                                      | 79’                                                                    |
| 31-3-2021                                                              | Londra                                                                 | Inghilterra                                                            | 2 – 1                                                                  | Polonia                                                                | Qual. Mondiali 2022                                                    | -                                                                      | 86’                                                                    |
| 24-3-2022                                                              | Glasgow                                                                | Scozia                                                                 | 1 – 1                                                                  | Polonia                                                                | Amichevole                                                             | -                                                                      | 70’                                                                    |
| Totale                                                                 |                                                                        | Presenze                                                               | 15                                                                     |                                                                        | Reti                                                                   | 0                                                                      |                                                                        |